# ثيتا (مجموعة راديو)
ثيتا مجموعة تواصلات راديوية عملت في برغن في النرويج في فترة الاحتلال الألماني للنرويج، تتصل بجهاز الاستخبارات البريطاني. عملت المجموعة في الفترة الممتدة من ديسمبر 1941 إلى يونيو 1942.

## خلفية
تطورت ثيتا بين طلاب شباب في برغن. كان هاوي العمل الراديوي جان داهم عنصرًا أساسيًا فيها، وهو طالب في المدرسة التقنية في برغن. اعتُقِل في يونيو 1940، لكن أطلق سراحه بقرار من المحكمة في 28 أغسطس عام 1940. في خلال فترة حكمه نفسها أصدرت أحكام الإعدام على عمل المقاومة في النرويج (في لوند ورنديدال وسولم)، ولكن الأحكام كانت بعد ذلك تتغير إلى السجن. بعد إطلاق سراحه، بقي جان داهم تحت مراقبة الغيستابو، ولكنه تعلم أساليبهم بعد ذلك، وصنع أول جهاز إرسال راديوي له. كان مهندس الإلكترونيات في هلمرداهل واحدًا من مستشاري داهم في تقنيات الراديو. كان هلمر مهندسًا في معهد ميشلسنChr، ومن مستشاريه المهمين أيضًا الرائد مونسهوكلند، رئيس منطقة ميلورغ.

## الاتصال مع جهاز الاستخبارات البريطاني
كانت المجموعة قد امتلكت فعلًا المعدات الراديوية والخبرة. وليبدؤوا اتصالًا بلندن، سافر طالب المدرسة الثانوية بجارن ثورسن إلى بريطانيا العظمى بقارب اللجوء دوين في أكتوبر عام 1941. ثم عاد إلى برغن في نوفمبر، ومعه جهاز إرسال ورمز وخطة زمنية. كانت المجموعة في برغن قد جهزت غرفة سرية في بناء قديم في بريغن، جعلوها مقرًا لهم. وكانت المعدات تبقى في المقرات، إلا في حين الإرسال فإنها تؤخذ إلى أماكن أخرى. كان للمجموعة اتصال راديوي نظامي بجهاز الاستخبارات البريطاني منذ نهاية ديسمبر 1941. ومع ذلك، فقد حدثت مشاكل، كتدخل محطة راديو ألمانية في الاتصال، وادعائها أنها تمثل السنترال اللندني، مستخدمة إشارة الاتصال نفسها، وطالبة ردودًا مرة بعد مرة. أُحضرت بلورة مضبوطة على تردد مختلف من لندن إلى برغن في يناير، وبعد ذلك اختفت المشكلة مع المحطة الألمانية.

## التقارير
حصلت مجموعة ثيتا على المعلومات من مصادر مختلفة. أبلغت برقية أرسلت يوم 16 يناير عن سفينة كبيرة فيها مدمرات تتجه إلى مضيق تروندهايم، وفي 23 يناير عام 1942 أبلغت ثيتا عن سفينة الأميرال فون تيربيتز ومعها ستة مدمرات وغواصات، شوهدت في أسينفجوردن، الامتداد الداخلي لمضيق تروندهايم. دفعت هذه الرسائل جهاز الاستخبارات البريطاني إلى إرسال بجورنرورهولت إلى تروندلاغ ليؤسس محطة ليركن، التي كان هدفها الأساسي الإبلاغ عن تحركات السفن الألمانية. حصلت مجموعة ثيتا على معلومات داخلية من مرفأ الغواصات الجديد في لاكسيفاغ، وأبلغوا عن احتراق منطقة تيلافاغ. عملت المجموعة بالمشاركة مع منظمات أخرى وتلقت كميات كبيرة من المعلومات، ولكنه كان مشكلة أمنية في نفس الوقت.

## انتهاء العمل
في ربيع 1942، تلقت المجموعة معلومات تبين أنها مضللة أو خاطئة. هذه المعلومات الخاطئة نُسبت بعد ذلك إلى مصدر معين، هو عميل ألماني اسمه الحركي ««غولبراندسن»، كان ضابط بحرية وقائد سفينة. مع ذلك، فقد كان لجهاز الاستخبارات البريطاني أيضًا عميل في الدفاع الألماني، أرسل تحذيرًا إلى إنكلترا، وفي النهاية وصل التحذير إلى ثيتا. ومع ذلك فقد اعتُقِل عنصر من المجموعة في 25 يونيو 1942، في حين هرب جان داهم والعاملة ونش ستينرسن إلى السويد. بعد أشهر، في عملية مداهمة واسعة في بريغن في 17 أكتوبر، اكتُشفت الغرفة السرية، واعتُقل اثنان من أعضاء المجموعة. كان جان داهم وبجارن ثورسن في لندن حينذاك، يستعدون للعودة إلى برغن ليستمروا في أنشطة المجموعة، ولكن بعد مداهمة أكتوبر أُهملت هذه الخطط.

## أعضاء ثيتا
- سيغورد غران بليت
- جان داهم (قائد المجموعة. المسؤول عن تشفير البرقيات مع رولف أوتن، وونش ستينرسن بعد ارتحاله. هرب إلى السويد في يوليو 1942، ثم إلى بريطانيا، حيث تدرب على أن يكون ضابط رادار، وخدم في القاعدة البحرية في شتلاند[6])
- ونش ستينرسنهولم (عملت في التشفير بعد أن ترك رولف أوتن المجموعة. هربت إلى السويد في يوليو 1942، ثم إلى بريطانيا، حيث خدمت مع القوات المسلحة النرويجية خارج البلاد).
- جاكوب لاندسفيك (مرسل برقيات، مسؤول عن إرسال البرقيات وتشفيرها، ولكنه لأسباب أمنية لم يكن يعرف الرمز. اعتُقل في نوفمبر 1942 ونُقل بوصفه معتقلًا سياسيًا إلى معسكر ناتزويلر في ديسمبر 1943، ولكنه نجا من الحرب[7]).
- أوتوكاورن نيلسن (استمر في عمل المقاومة بعد حل مجموعة ثيتا. اعتُقل في ديسمبر 1944. عُذب تعذيبًا شديدًا وحُكم عليه بالإعدام في مايو 1945،[8] ولكن الحكم لم يُنفذ لأن الحرب انتهت بعد إصدار الحكم بقليل).
- فرانك أولسن (راعي مستودع في «إينيانينسجوغن» في بريغن، الذي اختبأت فيه القيادة العامة لمجموعة ثيتا. اعتُقل في نوفمبر 1942 ومات في معسكر دوتمرغن في نوفمبر 1944[9]).
- كريستيان أوتوسن (كان رابطًا مع مقدمي معلومات متعددين. اعتُقل في يوليو 1942 ونُقل إلى معسكر ساكسنهوسن في ديسمبر، ثم معتقلًا سياسيًا إلى معسكر ناتزويلر ومعسكرات أخرى. نجا من الحرب. [10]ونشر كتابًا عن ثيتا عام 1983، وألف كتبًا عديدة عن الأسرى النرويجيين في سجون الألمان في الحرب العالمية الثانية).
- هاغبارث سكجوت، جي آر.
- بجارن ثورسن (مؤسس مساعد لمجموعة ثيتا. سافر إلى المملكة المتحدة، وتلقى تدريبًا في مجالات الراديو والبرقيات والرموز السرية، وعاد إلى النرويج ليعمل مرسِلًا راديويًا).
- ليف أوتن (مؤسس مساعد لمجموعة ثيتا. سافر إلى المملكة المتحدة، واستقر أخيرًا في شتلاند).
- رولف أوتن (ترك المجموعة في فبراير 1942 ليتدرب مع القوات الجوية في النرويج الصغرى في كندا. مات في يوليو 1944، في غراة على ألمانيا[11]).

- ماركوس ويغ.

## المستشارون
- هلمرداهل.
- مونسهوكلند.